# Astrosat
Astrosat — перший астрономічний супутник Індії. Спочатку запуск був запланований на 2013 рік, пізніше він був перенесений на жовтень 2015 року. Супутник був запущений 28 вересня 2015 року о 10:00 IST разом із шістьма іншими супутниками за допомогою ракети-носія PSLV-C30 з першого пускового майданчика Космічного центру імені Сатіша Дхавана. Орбіта — 644,6×651,5 км, її площина нахилена на 6 градусів до площини екватора, тобто — майже екваторіальна орбіта Землі.
«Astrosat» є багатохвильовою місією із вивчення космосу. Обсерваторія має 5 різних приладів, що вивчають видиме (320–530 нм), ультрафіолетове (130–320 нм), рентгенівське (0,3- 8 кеВ, 2-10 кеВ, 3-80 кеВ і 10-150 кеВ) випромінювання.

## Мета
- Багатохвильове дослідження космічних об'єктів;
- Огляд неба в жорсткому рентгені та ультрафіолеті;
- Широкосмугові спектрографічні дослідження активних галактичних ядер, залишків наднових і зоряної корони;
- Дослідження періодичної і неперіодичної мінливості рентгенівських джерел;
- Контроль інтенсивності відомих джерел і виявлення спалахів і зміни яскравості.